# Verner Weckman

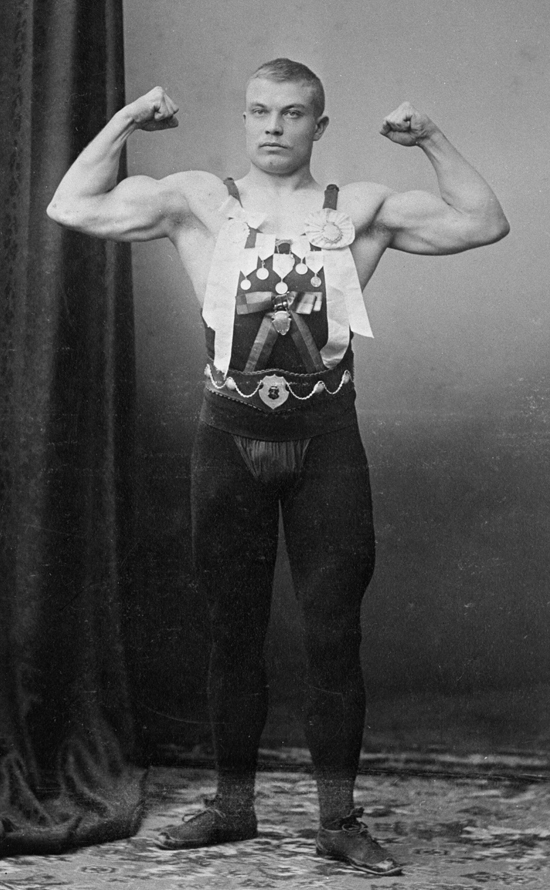
Verner Weckman

Johan Verner Weckman (26 de julio de 1882 - 22 de febrero de 1968) fue un luchador del deporte finlandés que compitió en los Juegos Olímpicos intercalados de 1906 y en los Juegos Olímpicos de 1908.
Nació en Loviisa en una familia de agricultores. Inspirado por los luchadores del circo, Weckman comenzó a practicar la lucha grecorromana y ganó su primer campeonato finlandés en 1904 contra Verner Järvinen. En 1905 se fue a Alemania para estudiar en la Universidad de Karlsruhe y ganó el campeonato mundial no oficial en Duisburg en el mismo año.
En 1906 se convirtió en el primer ganador finlandés en los Juegos Olímpicos contra el austriaco Rudolf Lindmayer, ya que ganó la medalla de oro en la categoría de peso medio grecorromana, así como la medalla de plata en la competencia global.
Dos años después ganó la medalla de oro en la prueba grecorromana de peso semipesado en los Juegos Olímpicos de Londres 1908.
Weckman trabajó como ingeniero en Rusia 1909-1921 y más tarde en Suomen Kaapelitehdas Oy o el Finnish Cable Works (que en 1967 se fusionó con otras dos empresas para formar Nokia, la compañía de telecomunicaciones actual), donde se desempeñó como director ejecutivo de largo plazo hasta 1955. Weckman fue galardonado con el prestigioso título Vuorineuvos por su larga trayectoria en el año 1953. Murió en Helsinki en 1968.